# Soriana

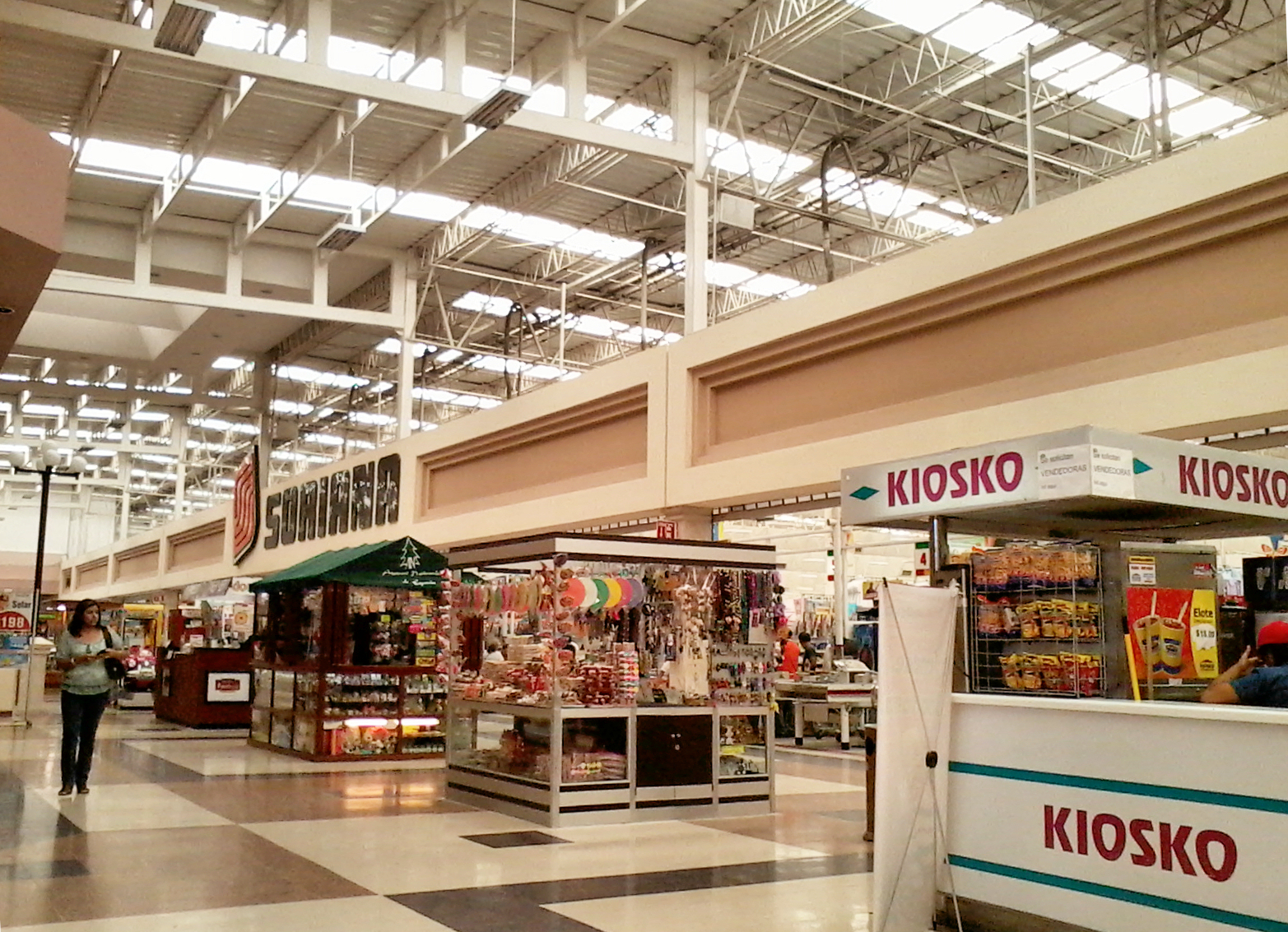
Intérieur d'un magasin Soriana à Oaxaca (2011).

Soriana est une chaîne de magasins mexicaine dont le siège se trouve à Monterrey, au Mexique.
Soriana a été fondée en 1968 à Torreón par Francisco Martín Borque.
Soriana concurrence Wal-Mart, Comercial Mexicana, H-E-B, et Supermercados Gigante au Mexique. Sa filiale de Cash & Carry, City Club, concurrence Sam's (Wal-Mart) et Costco (Costco USA et Comercial Mexicana).
En décembre 2006, Soriana comptait 204 magasins dans 85 villes et 29 États du Mexique.
En décembre 2007, elle a racheté son concurrent Supermercados Gigante, devenant ainsi le 2e acteur le plus important au Mexique, derrière Wal Mart.